# Novara Calcio 1988-1989
Questa voce raccoglie le informazioni riguardanti il Novara Calcio nelle competizioni ufficiali della stagione 1988-1989.

## Stagione
Nella stagione 1988-1989 il Novara disputò l'ottavo campionato di Serie C2 della sua storia.

## Divise e sponsor
| 1ª divisa | 2ª divisa |

## Organigramma societario
Area direttiva
- Presidente onorario: Gianfranco Montipò
- Presidente: Walter Stipari
- Vice-presidenti: Ettore Bondenari e Federico Gozio
- Direttore sportivo: Roberto Bacchin
- Segretaria: Leonarda Matacera

Area tecnica
- Allenatore: Adriano Fedele
- Allenatore in seconda e «Berretti»: Loris Fugirai
- Responsabile settore giovanile: Luigi Giannini

## Rosa
| N. |                   | Ruolo | Calciatore          |
| -- | ----------------- | ----- | ------------------- |
|    | Italia (bandiera) | P     | Enzo Bettini        |
|    | Italia (bandiera) | P     | Antonello De Giorgi |
|    | Italia (bandiera) | D     | Vincenzo Chiarenza  |
|    | Italia (bandiera) | D     | Maurizio Codogno    |
|    | Italia (bandiera) | D     | Dario Da Ros        |
|    | Italia (bandiera) | D     | Fabio Grillo        |
|    | Italia (bandiera) | D     | Giovanni Marchesan  |
|    | Italia (bandiera) | D     | Maurizio Renda      |
|    | Italia (bandiera) | D     | Mario Tacca         |
|    | Italia (bandiera) | D     | Michele Valentino   |
|    | Italia (bandiera) | C     | Italo Bertolutti    |

| N. |                   | Ruolo | Calciatore             |
| -- | ----------------- | ----- | ---------------------- |
|    | Italia (bandiera) | C     | Gianluca Birtig        |
|    | Italia (bandiera) | C     | Maurizio Degli Esposti |
|    | Italia (bandiera) | C     | Alberto Marchetti      |
|    | Italia (bandiera) | C     | Maurizio Testa         |
|    | Italia (bandiera) | C     | Domenico Uscidda       |
|    | Italia (bandiera) | A     | Gianfranco Campioli    |
|    | Italia (bandiera) | A     | Bruno Gava             |
|    | Italia (bandiera) | A     | Franco Marescalco      |
|    | Italia (bandiera) | A     | Angelo Leotta          |
|    | Italia (bandiera) | A     | Salvatore Orofino      |

## Risultati

### Serie C2

#### Girone d'andata
| Arbitro: | Mantovani (Genova) |

|                      |           |           |
| Gava 37’ (rig.), 83’ | Marcatori | 11’ Tinti |

| Arbitro: | Sileo (Bergamo) |

|               |           |  |
| D'Agostino 2’ | Marcatori |  |

| Arbitro: | Canzonieri (Roma) |

|               |           |  |
| Marchetti 70’ | Marcatori |  |

| Domodossola 2 ottobre 1988 | Juventus Domo   | 0 – 0 | Novara | Stadio Silvestro Curotti\| Arbitro: \| Braschi (Prato) \| |
| Arbitro:                   | Braschi (Prato) |       |        |                                                           |

| Arbitro: | Colbertaldo (Bassano del Grappa) |

|                      |           |  |
| Marchetti 82’ (rig.) | Marcatori |  |

| Arbitro: | Mangerini (Brescia) |

|                                 |           |                                     |
| Bressan 7’ Baratto 26’ Seno 88’ | Marcatori | 49’ (rig.) Marchetti 73’ Bertolutti |

| Arbitro: | Lattuada (Legnano) |

|                 |           |  |
| Gava 33’ (rig.) | Marcatori |  |

| Carpi 30 ottobre 1988 | Carpi                  | 0 – 0 | Novara | Stadio Sandro Cabassi\| Arbitro: \| Brasca (Busto Arsizio) \| |
| Arbitro:              | Brasca (Busto Arsizio) |       |        |                                                               |

| Arbitro: | Ferro (Verona) |

|                 |           |  |
| Gava 63’ (rig.) | Marcatori |  |

| Arbitro: | Zucchini (Bologna) |

|                         |           |                |
| Mazzucchelli 78’ (rig.) | Marcatori | 77’ Marescalco |

| Arbitro: | Scarfò (Reggio Calabria) |

|                      |           |             |
| Marchetti 38’ (rig.) | Marcatori | 42’ Mollica |

| Arbitro: | Cavanna (Roma) |

|                    |           |                           |
| Donelli 82’ (rig.) | Marcatori | 23’, 48’, 63’ (rig.) Gava |

| Arbitro: | Rodomonti (Teramo) |

|                |           |               |
| Bertolutti 59’ | Marcatori | 65’ Pescatori |

| Arbitro: | Valcalda (Genova) |

|  |           |                               |
|  | Marcatori | 37’ Bertolutti 53’ Marescalco |

| Arbitro: | Misticoni (Ascoli Piceno) |

|                         |           |  |
| Marescalco 67’ Gava 76’ | Marcatori |  |

| Castelfranco Veneto 1º gennaio 1989 | Giorgione          | 0 – 0 | Novara | Stadio Comunale\| Arbitro: \| Mellina (Piacenza) \| |
| Arbitro:                            | Mellina (Piacenza) |       |        |                                                     |

| Arbitro: | Girotti (Bologna) |

|                                         |           |            |
| Marchetti 74’ (rig.) Gava 81’ Testa 88’ | Marcatori | 14’ Hübner |

#### Girone di ritorno
| Suzzara 15 gennaio 1989 | Suzzara             | 0 – 0 | Novara | Stadio Comunale\| Arbitro: \| Minotti (Frosinone) \| |
| Arbitro:                | Minotti (Frosinone) |       |        |                                                      |

| Arbitro: | Cesari (Genova) |

|                           |           |  |
| Uscidda 15’ Chiarenza 87’ | Marcatori |  |

| Arbitro: | Zuccolini (Reggio Emilia) |

|                 |           |  |
| Fiorio 71’, 83’ | Marcatori |  |

| Novara 12 febbraio 1989 | Novara            | 0 – 0 | Juventus Domo | Stadio Comunale\| Arbitro: \| Risetti (Voghera) \| |
| Arbitro:                | Risetti (Voghera) |       |               |                                                    |

| Arbitro: | Mantovani (Genova) |

|                  |           |  |
| M. Marchesan 73’ | Marcatori |  |

| Arbitro: | Di Pilato (Bergamo) |

|                |           |            |
| Marescalco 76’ | Marcatori | 7’ Iacuzzi |

| Ravenna 12 marzo 1989 | Ravenna        | 0 – 0 | Novara | Stadio Bruno Benelli\| Arbitro: \| Rossi (Rovigo) \| |
| Arbitro:              | Rossi (Rovigo) |       |        |                                                      |

| Arbitro: | Braschi (Prato) |

|  |           |              |
|  | Marcatori | 65’ Aguzzoli |

| Arbitro: | Pellegrino (Barcellona Pozzo di Gotto) |

|                              |           |  |
| Barbui 21’ Grillo 69’ (aut.) | Marcatori |  |

| Novara 9 aprile 1989 | Novara          | 0 – 0 | Ospitaletto | Stadio Comunale\| Arbitro: \| Dinelli (Lucca) \| |
| Arbitro:             | Dinelli (Lucca) |       |             |                                                  |

| Forlì 16 aprile 1989 | Forlì             | 0 – 0 | Novara | Stadio Tullo Morgagni\| Arbitro: \| Masulli (Cremona) \| |
| Arbitro:             | Masulli (Cremona) |       |        |                                                          |

| Novara 23 aprile 1989 | Novara           | 0 – 0 | Orceana | Stadio Comunale\| Arbitro: \| Morello (Ragusa) \| |
| Arbitro:              | Morello (Ragusa) |       |         |                                                   |

| Sesto San Giovanni 29 aprile 1989 | Pro Sesto         | 0 – 0 | Novara | Stadio Breda\| Arbitro: \| Moretti (Cosenza) \| |
| Arbitro:                          | Moretti (Cosenza) |       |        |                                                 |

| Arbitro: | Babini (Modena) |

|                |           |  |
| Marescalco 85’ | Marcatori |  |

| Telgate 20 maggio 1989                                         | Telgate   | 1 – 1          | Novara | Stadio Comunale |
| \| \| \| \| \| Mottalini 39’ \| Marcatori \| 26’ Bertolutti \| |           |                |        |                 |
|                                                                |           |                |        |                 |
| Mottalini 39’                                                  | Marcatori | 26’ Bertolutti |        |                 |

| Arbitro: | Borsetti (Cagliari) |

|                     |           |  |
| Campioli 35’ (rig.) | Marcatori |  |

| Crema 4 giugno 1989 | Pergocrema          | 0 – 0 | Novara | Stadio Giuseppe Voltini\| Arbitro: \| G. Baldas (Trieste) \| |
| Arbitro:            | G. Baldas (Trieste) |       |        |                                                              |

### Coppa Italia di Serie C

#### Primo turno
| Novara 21 agosto 1988                      | Novara    | 1 – 0 | Pro Vercelli | Stadio Comunale |
| \| \| \| \| \| Gava 60’ \| Marcatori \| \| |           |       |              |                 |
|                                            |           |       |              |                 |
| Gava 60’                                   | Marcatori |       |              |                 |

| Novara 25 agosto 1988 | Novara | 0 – 0 | Alessandria | Stadio Comunale |

| Arbitro: | Risetti (Voghera) |

|                         |           |                |
| Mazzeo 10’ Calamita 87’ | Marcatori | 25’ Bertolutti |

| Vercelli 31 agosto 1988                                   | Pro Vercelli | 1 – 1    | Novara | Stadio Leonida Robbiano |
| \| \| \| \| \| Di Stefano 52’ \| Marcatori \| 43’ Gava \| |              |          |        |                         |
|                                                           |              |          |        |                         |
| Di Stefano 52’                                            | Marcatori    | 43’ Gava |        |                         |

| Arbitro: | Di Pilato (Bergamo) |

|                          |           |                |
| Grandi 8’ Marescalco 54’ | Marcatori | 74’ Bertolutti |

| Arbitro: | Bettin (Padova) |

|  |           |              |
|  | Marcatori | 33’ De Riggi |

## Statistiche

### Statistiche di squadra
| Competizione         | Punti | In casa | In casa | In casa | In casa | In casa | In casa | In trasferta | In trasferta | In trasferta | In trasferta | In trasferta | In trasferta | Totale | Totale | Totale | Totale | Totale | Totale | DR |
| Competizione         | Punti | G       | V       | N       | P       | Gf      | Gs      | G            | V            | N            | P            | Gf           | Gs           | G      | V      | N      | P      | Gf     | Gs     | DR |
| -------------------- | ----- | ------- | ------- | ------- | ------- | ------- | ------- | ------------ | ------------ | ------------ | ------------ | ------------ | ------------ | ------ | ------ | ------ | ------ | ------ | ------ | -- |
| Serie C2             | 40    | 17      | 10      | 6       | 1       | 18      | 6       | 17           | 2            | 10           | 5            | 9            | 12           | 34     | 12     | 16     | 6      | 27     | 18     | +9 |
| Coppa Italia Serie C |       | 3       | 1       | 1       | 1       | 1       | 1       | 3            | 0            | 1            | 2            | 3            | 5            | 6      | 1      | 2      | 3      | 4      | 6      | -2 |
| Totale               | -     | 20      | 11      | 7       | 2       | 19      | 7       | 20           | 2            | 11           | 7            | 12           | 17           | 40     | 13     | 18     | 9      | 31     | 24     | +7 |

### Statistiche dei giocatori[2]
| Giocatore        | Serie C2 | Serie C2 | Coppa Italia Serie C | Coppa Italia Serie C | Totale   | Totale |
| Giocatore        | Presenze | Reti     | Presenze             | Reti                 | Presenze | Reti   |
| ---------------- | -------- | -------- | -------------------- | -------------------- | -------- | ------ |
| I. Bertolutti    | 32       | 4        | ?                    | 2                    | 32+      | 6      |
| E. Bettini       | -        | -        | ?                    | ?                    | 0+       | 0+     |
| G. Birtig        | 33       | 0        | ?                    | 0                    | 33+      | 0      |
| G. Campioli      | 30       | 1        | ?                    | 0                    | 30+      | 1      |
| V. Chiarenza     | 26       | 1        | ?                    | 0                    | 26+      | 1      |
| M. Codogno       | 23       | 0        | ?                    | 0                    | 23+      | 0      |
| D. Da Ros        | 27       | 0        | ?                    | 0                    | 27+      | 0      |
| A. De Giorgi     | 34       | -18      | ?                    | ?                    | 34+      | -18+   |
| M. Degli Esposti | 1        | 0        | ?                    | 0                    | 1+       | 0      |
| B. Gava          | 22       | 9        | ?                    | 2                    | 22+      | 11     |
| F. Grillo        | 34       | 0        | ?                    | 0                    | 34+      | 0      |
| A. Leotta        | 8        | 0        | ?                    | 0                    | 8+       | 0      |
| G. Marchesan     | 17       | 0        | ?                    | 0                    | 17+      | 0      |
| A. Marchetti     | 32       | 5        | ?                    | 0                    | 32+      | 5      |
| F. Marescalco    | 24       | 5        | -                    | -                    | 24       | 5      |
| S. Orofino       | 11       | 0        | ?                    | 0                    | 11+      | 0      |
| M. Renda         | 1        | 0        | ?                    | 0                    | 1+       | 0      |
| M. Tacca         | 24       | 0        | ?                    | 0                    | 24+      | 0      |
| M. Testa         | 31       | 1        | ?                    | 0                    | 31+      | 1      |
| D. Uscidda       | 18       | 1        | ?                    | 0                    | 18+      | 1      |
| M. Valentino     | 5        | 0        | ?                    | 0                    | 5+       | 0      |